# Готфрид Земпер
Готфрид Земпер (Хамбург, 29. новембар 1803 – Рим, 15. мај 1879) био је неоренесансни архитекта и теоретичар архитектуре. Био је немачки емигрант.

## Живот и дело
Градитељ Земпер је био позван 1834. у Дрезден да настави са изградњом овог града. Он је изградио не само дрезденску оперу Земперопер која је по њему и добила име већ и започео са градњом објеката дрезденске галерије слика Звингер. Године 1849. је у Дрездену започела револуције у којој је учествовао и Земпер који је са својим пријатељима пред галеријом поставио барикаду које је пала као жртва ватре и топова а Земпер са спасио бегом у Лондон. Већ започету градњу галерије је завршио дворски неимар Кригер.
Земпер је познат и као аутор бечког позоришта Бургтеатар.
Његов уметнички циљ је био првенствено да зраде одражавају функцију и унутрашњу структуру објекта у свом спољашњем изгледу што је поставио за позориште 19. века као примарни задатак у својој архитектури. Ово је углавном засновано на на архитектури римске класике (као што је Колосеум) којој се дивио и студирао и пројектовао је велике грађевинске пројекте у 19. веку ( нпр. позоришта и жележничке станице).

## Галерија
- Тадашњи Политехникум у Цириху из године 1865.
- Позориште у Цириху после реконструкције 1915.
- Градска кућа у Швајцарској